# Olivia Rodrigo
Olivia Isabel Rodrigo (Murrieta, 20 febbraio 2003) è una cantautrice e attrice statunitense.

Firma di Olivia Rodrigo

Dopo aver interpretato il ruolo di Paige Olvera nella serie Bizaardvark e quello di Nini Salazar-Roberts nella serie High School Musical: The Musical - La serie, è salita alla ribalta nel 2021 con il singolo Drivers License, grazie al quale si è collocata ai vertici delle classifiche di oltre venti paesi, inclusa la Billboard Hot 100 statunitense. Assieme agli altri singoli di successo Deja Vu e Good 4 U, ha anticipato il primo album in studio Sour, entrato al numero uno in diversi mercati nazionali.

## Biografia

### Infanzia ed esordi
Di origini filippine da parte di padre - un terapeuta familiare - tedesche e irlandesi da parte di madre, Olivia Rodrigo è cresciuta a Temecula, in California, frequentando la scuola elementare a Murrieta, iniziando poi a recitare in alcune produzioni e rappresentazioni delle sue scuole, elementare prima e media in seguito. Intorno al 2016 si è trasferita a Los Angeles dopo aver ottenuto il ruolo di Paige Olvera nella serie televisiva Disney Bizaardvark. Olivia ha affermato che il suo bisnonno paterno è emigrato dalle Filippine da adolescente e che la sua famiglia segue le tradizioni e la cucina filippina. È cresciuta ascoltando la musica rock alternativa preferita dei suoi genitori, come le band No Doubt, Pearl Jam, The White Stripes e Green Day.
Ha iniziato la sua carriera interpretando Grace Thomas nel film An American Girl: Grace Stirs Up Success, per poi interpretare nel 2016 il ruolo di Paige Olvera nella serie televisiva Bizaardvark in onda su Disney Channel. Nel 2019 viene invece scelta per il ruolo di Nini Salazar-Roberts nella serie targata Disney+ intitolata High School Musical: The Musical - La serie. Ha composto due canzoni per la colonna sonora del programma televisivo: All I Want, il cui video musicale è stato presentato il 20 marzo 2020, e Just for a Moment insieme al suo collega Joshua Bassett. Entrambe le canzoni hanno ottenuto un discreto successo, e in particolare All I Want, certificata almeno disco d'oro nei principali mercati anglofoni.

### 2021-2022:Soure successo internazionale

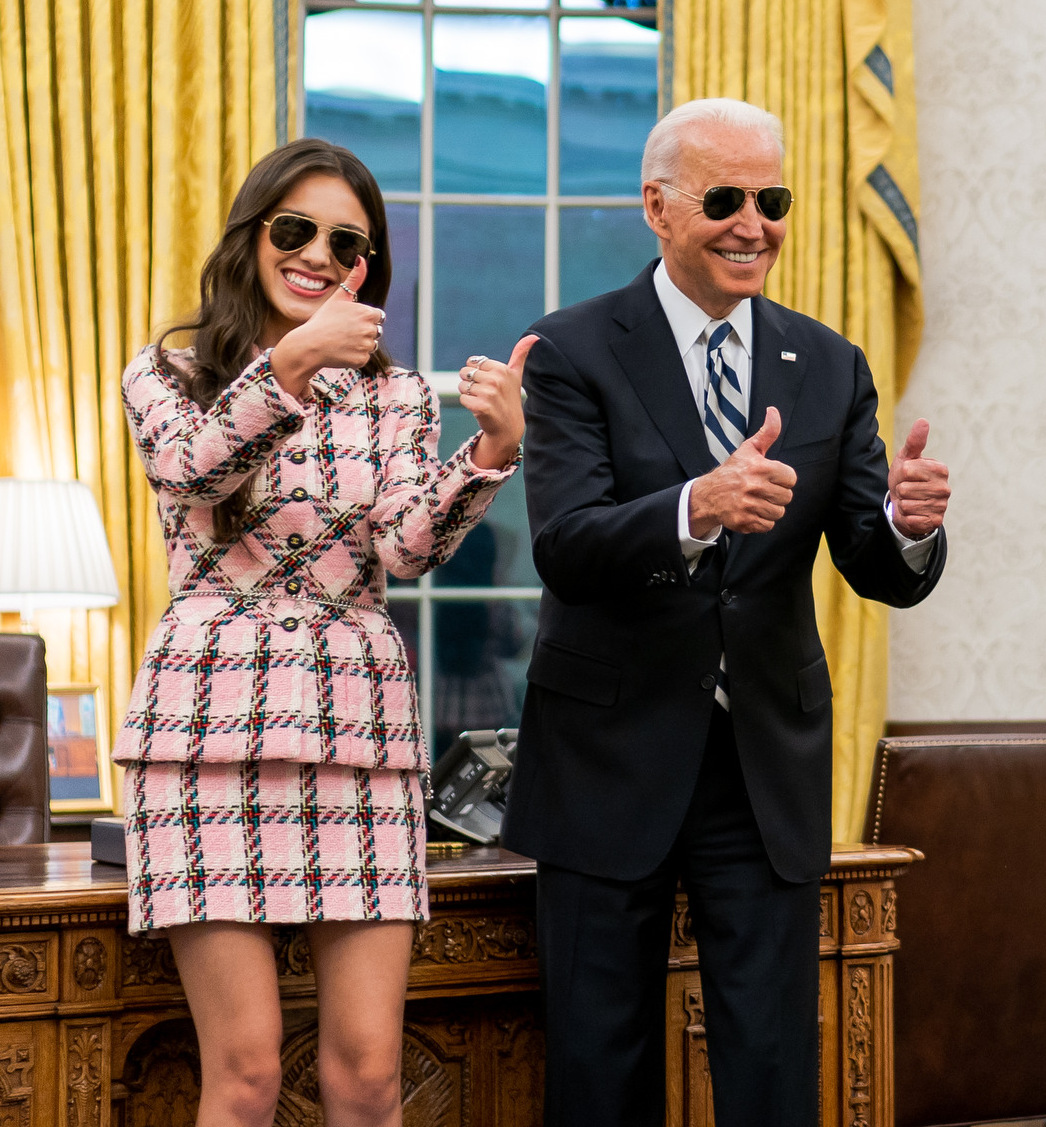
Olivia Rodrigo insieme al Presidente degli Stati Uniti d'America Joe Biden nel 2021

L'8 gennaio 2021 viene messo in commercio attraverso la Geffen Records il singolo Drivers License, con il quale infrange il record per il brano non natalizio più riprodotto nell'arco di una giornata nella classifica globale di Spotify, nonché quello per il brano più riprodotto in generale nel grafico statunitense nello stesso arco di tempo della medesima piattaforma. Il brano finisce per debuttare in vetta alle classifiche di Australia, Regno Unito e Stati Uniti, rientrando inoltre nelle top ten di altri paesi.
Il 1º aprile 2021 viene pubblicato, insieme al relativo videoclip, il secondo singolo Deja Vu; in contemporanea viene annunciata l'uscita del suo album di debutto, intitolato Sour, avvenuta il 21 maggio successivo. Una settimana prima dell'uscita dell'album viene commercializzato il terzo estratto Good 4 U e il video corrispondente. Quest'ultimo ha fatto il suo debutto al primo posto della Hot 100 statunitense, facendo di Rodrigo la prima cantante donna ad avere due singoli numero uno dall'album di debutto da Cardi B, che ottenne questo risultato tra il 2017 e il 2018. L'album ha debuttato in prima posizione nella Billboard 200 statunitense con 295 000 unità equivalenti, segnando il più grande debutto del 2021 nella classifica, primato poi conquistato da 30 di Adele.
Il 30 luglio 2021 viene reso disponibile l'album High School Musical: The Musical: The Series: The Soundtrack (Season 2), colonna sonora della seconda stagione della serie, nella quale Rodrigo interpreta diversi brani come The Best Part e The Rose Song, scritti da lei. Pochi mesi più tardi, vengono rivelate le date nordamericane ed europee del Sour Tour, svoltosi tra i mesi di aprile e luglio 2022.

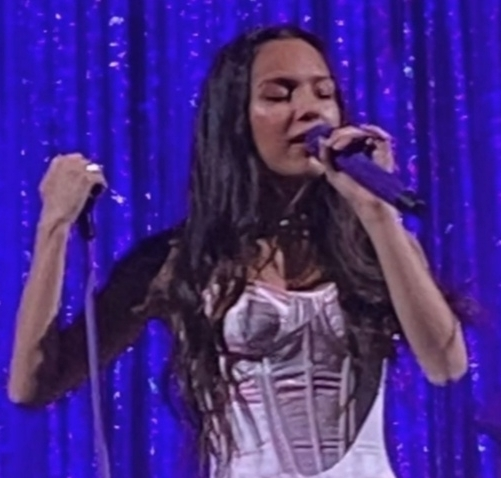
Olivia Rodrigo nel 2022 durante il Sour Tour

Il riscontro commerciale ottenuto nel corso del 2021 le ha permesso di garantirsi il titolo di artista femminile di maggior successo negli Stati Uniti d'America dell'anno secondo Billboard. A livello globale, è figurata fra i dieci artisti con il maggior numero di vendite accumulate nello stesso periodo di riferimento secondo l'International Federation of the Phonographic Industry. Lo stesso ente ha anche piazzato Sour, Drivers License e Good 4 U fra le pubblicazioni più consumate dell'anno mondialmente.
Nell'ambito della cerimonia annuale dei Grammy Award ha ricevuto tre premi su sette candidature, tra cui le quattro categorie principali, mentre nel maggio 2022 viene premiata con sette Billboard Music Award, la più grande quantità di premi vinti da un artista nella serata. Sempre nella primavera del 2022 viene distribuito sulla piattaforma Disney il film documentario Olivia Rodrigo: Driving Home 2 U, in cui compie un viaggio in auto da Salt Lake City a Los Angeles durante il quale ripercorre i momenti principali dietro la realizzazione dell'album.

### 2023-presente:Guts

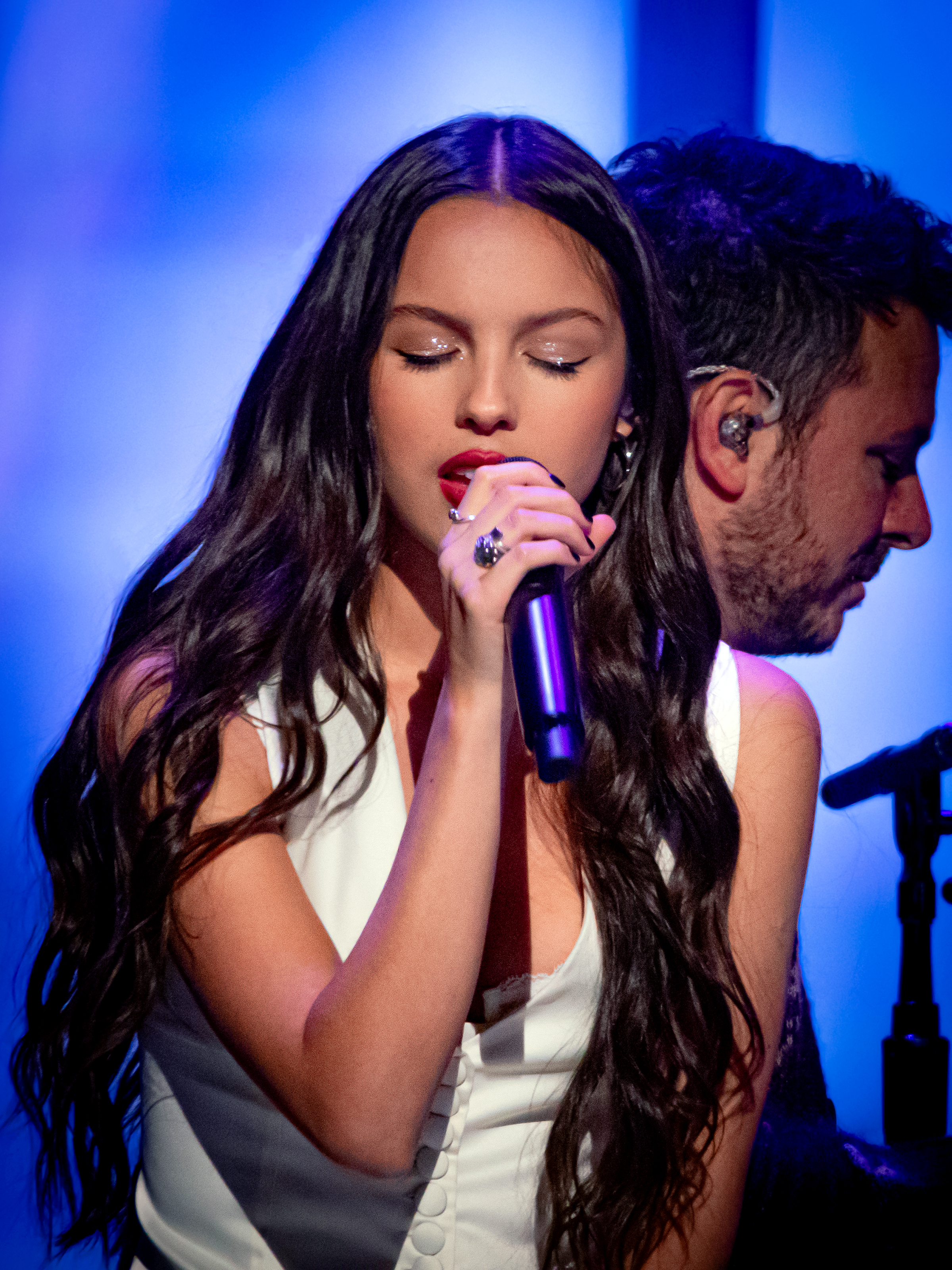
Olivia Rodrigo Rodrigo all'Ace Hotel Los Angeles Theater, 9 ottobre 2023

Il 2 giugno 2023 il sito web di Olivia Rodrigo annuncia una nuova uscita per il 30 giugno successivo. Pochi giorni dopo la cantante ha rivelato la copertina e i formati di pubblicazione di Vampire, il suo terzo singolo ad essersi imposto al vertice della Hot 100 nazionale dopo Drivers License e Good 4 U. Il 26 giugno 2023 l'artista ha confermato la data d'uscita del secondo disco di inediti, intitolato Guts, avvenuta l'8 settembre seguente. L'12 agosto 2023 è uscito il secondo estratto, intitolato Bad Idea Right?, con cui ottiene il sesto ingresso nella top ten della hit parade nazionale, rendendo Rodrigo la prima artista ad aver fatto debuttare tutti i suoi singoli all'interno delle prime 10 posizioni della suddetta classifica. Il terzo singolo estratto dall'album è Get Him Back!, per il quale pubblica un video musicale in collaborazione con un iPhone 15 Pro il 12 settembre 2023. Guts ha debuttato al primo posto della Billboard 200, mentre tutte le tracce dell'album hanno contemporaneamente occupato la top 40 della Billboard Hot 100.
Il 3 novembre 2023 pubblica il singolo Can't Catch Me Now tratto dalla colonna sonora del quarto film della saga di Hunger Games, La ballata dell'usignolo e del serpente; sette giorni più tardi ha ricevuto sei candidature ai Grammy Awards 2024 grazie a Guts.

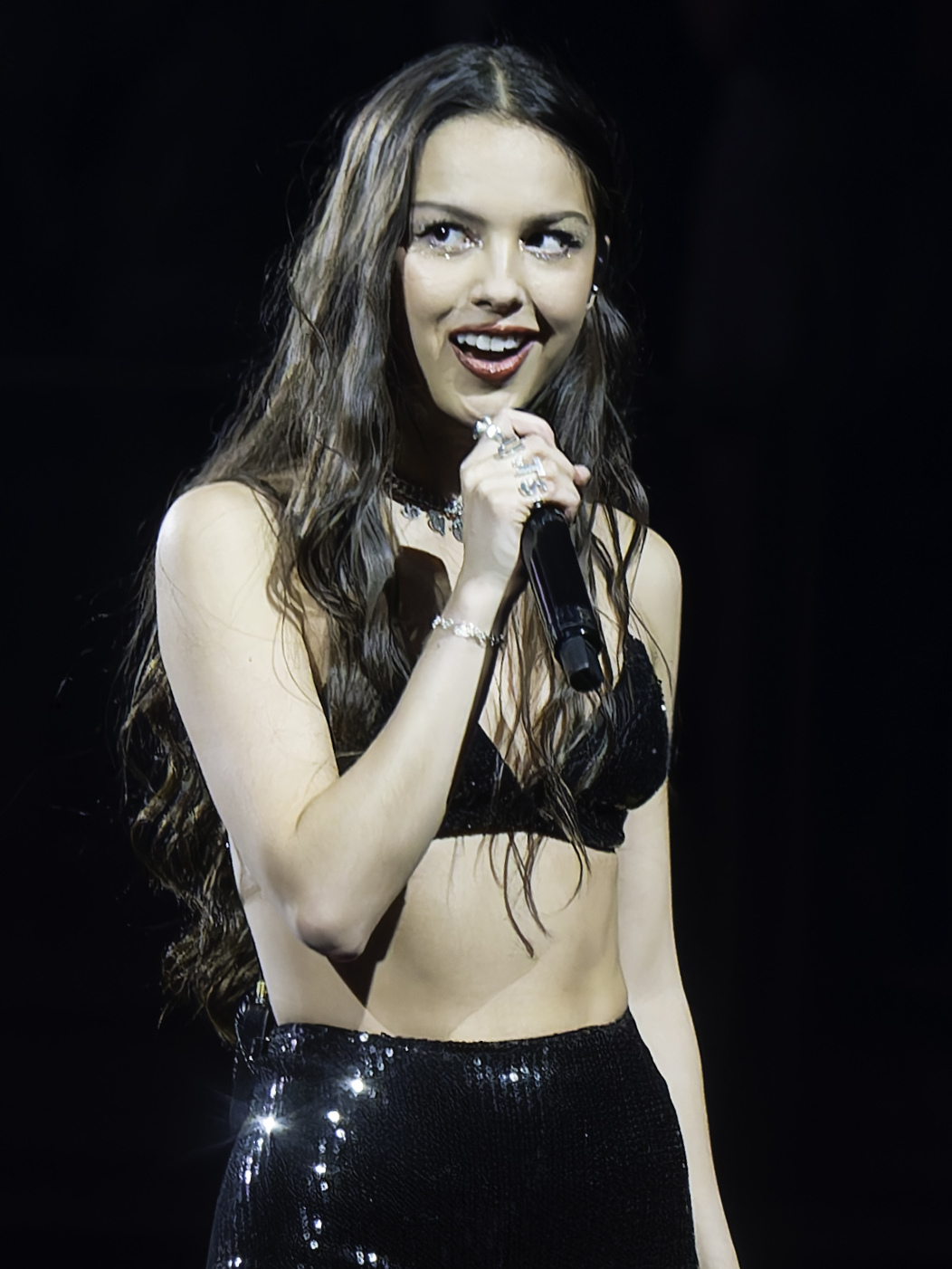
Olivia Rodrigo nel maggio 2024

Il 22 marzo 2024 viene messa in commercio Guts: spilled, la versione deluxe dell'album contenente cinque brani inediti tra cui il singolo Obsessed. Circa un mese prima ha avuto inizio dal Nord America il Guts World Tour, che la porta ad esibirsi nelle arene di tutto il mondo.
Nel novembre 2024 il singolo Can't Catch Me Now ottiene una candidatura ai Grammy Awards 2025 nella categoria Best Song Written for Visual Media. Nello stesso mese Rodrigo annuncia un nuovo tour di festival in giro per il mondo a partire dal 2025, tra cui una tappa agli I-Days di Milano il 15 luglio.

## Vita privata
Dall'ottobre 2023 ha una relazione con l'attore britannico Louis Partridge.

## Stile e influenze musicali
Il registro vocale della Rodrigo viene catalogato come soprano. I mass media generalmente la descrivono come un'artista prettamente pop, con sonorità orientate verso il pop rock, il teen pop, l'indie pop e il rock alternativo in stile anni novanta. Rodrigo ha dichiarato di voler essere una cantautrice e non «la più grande pop star che sia mai vissuta» e di aver scelto di firmare con la Interscope/Geffen Records perché il suo CEO John Janick ha elogiato il suo modo di scrivere canzoni, non la sua «potenziale qualità da star». La giornalista musicale Laura Snapes l'ha definita «portabandiera» di una nuova ondata di cantautori che propendono verso ballate potenti che sono «emozionanti, ma proiettano quell'emozione verso l'interno, scambiando ampollosità con silenzio», e ha descritto il suo stile musicale come radicato nell'angoscia, nella salute mentale e nella tristezza, senza essere melodrammatico, esprimendo prospettive più realistiche che resilienti.
La cantante imparò a suonare la chitarra a dodici anni e iniziò ad ascoltare alcuni tra i gruppi preferiti dei genitori, tra i quali Pearl Jam, No Doubt, The White Stripes e Green Day. Rodrigo ha citato Lorde e Taylor Swift come maggiori ispirazioni musicali. In particolare, di Swift si è definita «la sua più grande fan del mondo intero». Cita anche Cardi B, Fiona Apple, Gwen Stefani ed Avril Lavigne come sue influenze musicali.

## Discografia

### Album in studio
- 2021 – Sour
- 2023 – Guts

### Raccolte
- 2021 – Best of High School Musical: The Musical: The Series

## Tournée
- 2022 – Sour Tour
- 2024/25 – Guts World Tour

## Filmografia

### Cinema
- An American Girl: Grace Stirs Up Success, regia di Vince Marcello (2015)
- Olivia Rodrigo: Driving Home 2 U (A Sour Film), regia di Stacey Lee (2022)
- Olivia Rodrigo: GUTS World Tour, regia di James Merryman (2024)

### Televisione
- Bizaardvark – serie TV, 63 episodi (2016-2019)
- New Girl – serie TV, episodio 6x18 (2017)
- High School Musical: The Musical - La serie (High School Musical: The Musical: The Series) – serie TV, 25 episodi (2019-2022)
- Terra chiama Ned (Earth to Ned) – programma TV, episodio 1x10 (2020)

## Doppiatrici italiane
Nelle versioni in italiano delle opere in cui ha recitato, Olivia Rodrigo è stata doppiata da:
- Emanuela Ionica in Bizaardvark e High School Musical: The Musical - La serie

## Riconoscimenti
Rodrigo ha ricevuto vari riconoscimenti, tra cui tre Grammy Awards, un American Music Award, sette Billboard Music Awards, un BRIT Award, cinque iHeartRadio Music Awards, un Juno Award, un MTV Europe Music Award, quattro MTV Video Music Awards e un NRJ Music Award.